# Vergara (Cundinamarca)
Pour les articles homonymes, voir Vergara.
Vergara est une municipalité située dans le département de Cundinamarca, en Colombie.